# Маресєво (Краснооктябрський район)
Маресєво (рос. Маресево) — село в Краснооктябрському районі Нижньогородської області Російської Федерації.
Населення становить 251 особу. Входить до складу муніципального утворення Краснооктябрський округ.

## Історія
До травня 2022 року входило до складу муніципального утворення Маресевська сільрада.

## Населення
| 2002 | 2010 |
| ---- | ---- |
| 302  | ↘251 |